# Brotas de Macaúbas
Brotas de Macaúbas is een gemeente in de Braziliaanse deelstaat Bahia. De gemeente telt 10.949 inwoners (schatting 2009).

## Aangrenzende gemeenten
De gemeente grenst aan Barra do Mendes, Ibitiara, Ipupiara, Morpará, Oliveira dos Brejinhos en Seabra.